# Stanisław Kazimierz Nagy
Stanisław Kazimierz Nagy (Bieruń, 30 settembre 1921 – Cracovia, 5 giugno 2013) è stato un cardinale e arcivescovo cattolico polacco, "apprezzato studioso ed esperto docente di discipline teologiche".

## Biografia
Sacerdote dall'8 luglio 1945, ricevette la consacrazione episcopale il 13 ottobre 2003, pochi giorni prima della sua elevazione al cardinalato, dal cardinale Franciszek Macharski.
Fu arcivescovo titolare di Hólar per quattordici giorni, dal 7 al 21 ottobre 2003.
Papa Giovanni Paolo II lo innalzò alla dignità cardinalizia nel concistoro del 21 ottobre 2003.
Si spense il 5 giugno 2013 all'età di 91 anni. La salma è stata tumulata nella cripta del Santuario di San Giovanni Paolo II, che si trova nel Centro Giovanni Paolo II di Cracovia.

## Genealogia episcopale
La genealogia episcopale è:
- Cardinale Scipione Rebiba
- Cardinale Giulio Antonio Santori
- Cardinale Girolamo Bernerio, O.P.
- Arcivescovo Galeazzo Sanvitale
- Cardinale Ludovico Ludovisi
- Cardinale Luigi Caetani
- Cardinale Ulderico Carpegna
- Cardinale Paluzzo Paluzzi Altieri degli Albertoni
- Papa Benedetto XIII
- Papa Benedetto XIV
- Papa Clemente XIII
- Cardinale Enrico Benedetto Stuart
- Papa Leone XII
- Cardinale Chiarissimo Falconieri Mellini
- Cardinale Camillo Di Pietro
- Cardinale Mieczysław Halka Ledóchowski
- Cardinale Jan Maurycy Paweł Puzyna de Kosielsko
- Arcivescovo Józef Bilczewski
- Arcivescovo Bolesław Twardowski
- Arcivescovo Eugeniusz Baziak
- Papa Giovanni Paolo II
- Cardinale Franciszek Macharski
- Cardinale Stanisław Kazimierz Nagy